# Kostki Małe
Kostki Małe – wieś w Polsce, położona w województwie świętokrzyskim, w powiecie buskim, w gminie Busko-Zdrój.
W latach 1975–1998 miejscowość administracyjnie należała do województwa kieleckiego.

## Integralne części wsi
| SIMC    | Nazwa                 | Rodzaj    |
| ------- | --------------------- | --------- |
| 0232087 | Kostki Małe-Gościniec | część wsi |

## Historia
Wieś sięgająca historią XIII wieku
Wspomina Kostki Słownik geograficzny Królestwa Polskiego jako Kostki Wielkie i Kostki Małe, wsie w powiecie stopnickim, gminie i parafii Busko.
Długosz (1470-1480) wspomina tę wieś w (Długosz L.B.t.III, s.97), natomiast wcześniej pod rokiem 1257 Kodeks dyplomatyczny polski w tomie III pod nazwą Kostki al. Kostkowice.

Według spisu z roku 1827 wsie posiadały:
1. Kostki Wielkie 17 domów, 141 mieszkańców,
2. Kostki Małe 11 domów, 81 mieszkańców.

Folwark Kostki Wielkie z wsiami Kostki Wielkie i Kostki Małe, rozległy mórg 439, grunta dobrze urządzone.
Budynków murowanych było 8, drewnianych 2. Płodozmian 6 i 7-polowy. Wsie Kostki wielkie osad 26, z gruntami mrórg 187 i Kostki małe osad 18, z gruntami mórg 294.